# Ziguinchor
Ziguinchor – miasto w południowym Senegalu, stolica historycznego regionu Casamance, ośrodek administracyjny regionu Ziguinchor. Ludność: 168,6 tys. (2012).
Ziguinchor stanowi główną siedzibę separatystycznego ruchu dążącego do zwiększenia autonomii lub nawet uzyskania niepodległości przez ten region.
Podpisane 30 grudnia 2004 porozumienie między władzami w Dakarze a rebeliantami z Casamance daje szansę na koniec konfliktu, odbudowę regionu i wykorzystanie potencjału turystycznego miasta i okolic.

## Współpraca
- Tite
- Hrabstwo Prince George’s, Stany Zjednoczone
- Rimini, Włochy